# Nestorkroniek

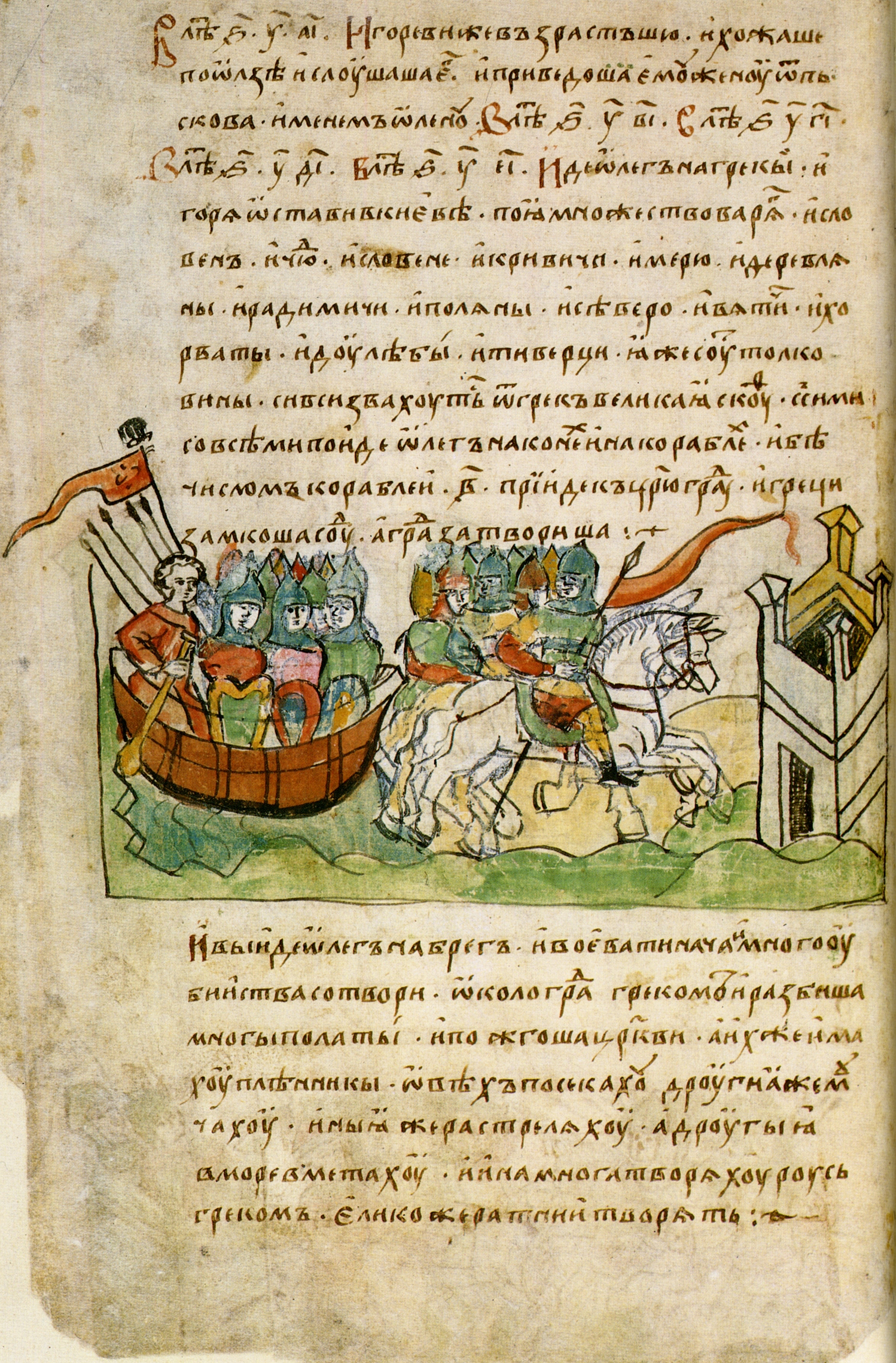
Bladzijde uit de Radziwiłłkroniek, een 15e-eeuwse geïllustreerde kopie

De Nestorkroniek of Primaire Kroniek is een 12e-eeuwse kroniek over het Kievse Rijk, geschreven in het Oudoostslavisch. Het werk is ook wel bekend als het Verhaal van voorbije jaren (Oudkerkslavisch: Повѣсть времяньныхъ лѣтъ; Russisch: Повесть временных лет, Povest vremennych let (PVL); Oekraïens: Повість врем'яних літ, Povist vremjanych lit (PVL); Wit-Russisch: Аповесць мінулых часоў, Apovests minoelych tsjasow). 
Eeuwenlang is de kroniek gezien als een belangrijke bron voor de geschiedenis van de Vroege Oostelijke Slaven, maar sinds de 20e eeuw hebben historici, taalkundigen en andere wetenschappers aangetoond dat hij geen betrouwbare bron is. Er zitten chronologische fouten, logische tegenstrijdigheden en onmogelijkheden in en partijdige vertellingen maken het verhaal niet objectief.

## Auteurschap
Traditioneel werd het auteurschap toegeschreven aan de monnik Nestor van het Holenklooster van Kiev, waarvan bekend is dat hij heiligenlevens heeft geschreven van Boris en Gleb en van de kloosterstichter Feodosi (Theodosius). Echter, deze Nestor is naar alle waarschijnlijkheid niet de auteur van de Primaire Kroniek, aangezien zijn schrijfstijl en de informatie die hij over die personen levert, scherp afwijkt van wat er in de Kroniek staat. Waarschijnlijker is dat de redactie van 1113 het werk is van meerdere anonieme monniken van het Holenklooster. Taalkundigen en historici zijn het eens dat Sylvester van Kiev de auteur is van de tweede redactie van 1116, omdat hij in die tekst aan het einde een colofon achterliet waarin hij zichzelf kenbaar maakte.

## Tekstkritiek
De kroniek is geschreven door de monniken van het Holenklooster van Kiev. De kerkelijke gedeelten zijn in het Oudkerkslavisch geschreven, de wereldse stukken in het Oudrussisch. De kroniek werd voor het eerst opgesteld in Kiev rond 1113. In 1116 werd de kroniek door de hegoumen Sylvester van Kiev aangepast.
Omdat zowel het origineel van de Primaire Kroniek als de vroegst bekende kopieën verloren zijn gegaan, is het moeilijk om de oorspronkelijke inhoud van de kroniek vast te stellen. Hoewel de Laurentiuscodex (Lav.) in veel wetenschappelijke literatuur vaak stilzwijgend is aangenomen als de Primaire Kroniek, gebruiken moderne geleerden die de geschiedenis van de Primaire Kroniek willen begrijpen een reeks bronnen. De zes belangrijkste manuscripten die de Primaire Kroniek bewaren – en die wetenschappers bestuderen met het oog op tekstkritiek – zijn:
- Laurentiuscodex[6] (1377)[5]
- Hypatiuscodex[6] (circa 1425)[5]
- Radziwiłłkroniek[6] (circa 1500)[5]
- Academische Kroniek[6] (circa 1500)[5]
- Chlebnikovcodex[6] (circa 1575)[5]
- Drievuldigheidskroniek[6] (circa 1450; uitgesloten door sommige geleerden die slechts "vijf hoofdgetuigen" tellen [5])

De oudste gedeeltelijke kopie is de Laurentiuscodex uit 1377 van monnik Laurentius uit Nizjni Novgorod, geschreven voor vorst Dmitri van Soezdal. Deze is gebaseerd op een oudere versie uit 1305, die geschreven werd voor grootvorst Michaël van Tver. De kroniek loopt daarom tot 1305, maar om onduidelijke redenen zijn de jaren 898 tot 922, 1263 tot 1283 en 1288 tot 1294 weggelaten. Het manuscript werd in 1792 verkregen door graaf Aleksej Moesin-Poesjkin, die het de Russische Nationale Bibliotheek in Sint-Petersburg aanbood.
Een andere kopie is de Hypatiuscodex uit circa 1425. Deze werd door de Russische historicus Nikolaj Karamzin in het Ipatiev-klooster in Kostroma ontdekt. Het manuscript werd geschreven in een variant van het Kerkslavisch met veel toegevoegde onregelmatige elementen, zoals veel voorkwam in die tijd.

## Inhoud
De Primaire Kroniek bevat de christelijk geïnterpreteerde geschiedenis van het Kievse Rijk, vanaf 850 tot 1110. Het verhaal begint met een soort Bijbelse geschiedenis vanaf het scheppingsverhaal in Genesis, volgt daarna de Romeinse en Byzantijnse geschiedenis tot ongeveer 850. Daarna volgt de "Roeping van de Varjagen", een stichtingsmythe volgens welke enkele stammen rondom het Ilmenmeer onophoudelijk oorlog voerden met elkaar en daarom drie Varjaagse Vikingen van overzee (vermoedelijk het huidige Zweden) uitnodigden om orde te herstellen en over hen te heersen. De legendarische Rurik, wiens bestaan wordt betwijfeld door moderne wetenschappers, zou vervolgens de macht in de regio hebben overgenomen. Zijn zoon Igor en zijn "verwant" Oleg de Wijze veroverden enkele jaren later de Chazaarse stad Kiev aan de rivier de Dnipro, waarmee zij het Kievse Rijk zouden hebben gesticht. Aanvankelijk lijkt het woord "Roes'" een synoniem te zijn voor deze Varjaagse vikingelite, maar geleidelijk aan worden ook de Slavische, Fins-Oegrische en Baltische onderdanen Roes' genoemd. Hierom heet het Kievse Rijk ook wel Kiev-Roes' of simpelweg Roes', waarvan later zijn afgeleid Roethenië (met name voor het zuidwesten) en nog veel later Roes-land en uiteindelijk Rusland (met name voor het noordoosten).
Na enkele generaties veroveringen en plunderingen van omliggende stammen, steden en staten zoals de Chazaren, Petsjenegen en Byzantijnen, is Kiev uitgegroeid tot een machtig rijk. De monarchie is echter kwetsbaar, omdat de erfopvolging van de knjaz (vorst), die per senioraat geschiedt, voortdurend leidt tot successieoorlogen. Een reeks oorlogen met de Byzantijnen zou hebben geleid tot enkele vredesverdragen in 907, 911 en 944/945, die integraal in de Primaire Kroniek worden vermeld, hoewel er nooit een Griekstalige kopie van is gevonden in Byzantijnse literatuur en de authenticiteit derhalve betwijfeld wordt. De teksten gaan met name over handelsafspraken en religieuze verhoudingen, waaruit blijkt dat de meeste Roes' in het Kievse Rijk nog heidenen zijn, maar sommigen zich inmiddels hebben bekeerd tot het christendom. 
Volgens de Primaire Kroniek zou Igor in 945 zijn vermoord door de Drevljanen (letterlijk "Bosmensen"; de inwoners van Kiev werden "Poljanen" oftewel "Veldmensen" genoemd), opstandige vazallen ten westen van Kiev. Zijn vrouw Olga van Kiev zou hem daarna zijn opgevolgd als grootvorstin, dan wel als regentes voor hun minderjarige zoon Svjatoslav. Daarna volgt een legende waarin Olga op sluwe wijze wraak neemt op de Drevljanen, maar door de narratieve elementen in deze episode wordt er tegenwoordig vanuit gegaan dat dit niet echt gebeurd is, maar een later verzinsel met een symbolische boodschap. Tijdens een diplomatiek bezoek aan de Byzantijnse co-keizer in Constantinopel zou Olga zich ook tot het christendom hebben bekeerd en bij terugkomst inspanningen hebben gedaan om het christelijk geloof te verspreiden in Kiev, hoewel haar zoon en opvolger Sjatoslav altijd een heiden zou zijn gebleven.
Tussen 986 en 988 zou Volodimer van Kiev zich hebben bekeerd tot het Byzantijnse oosters-orthodoxe christendom. Het verhaal waarin Volodimer zich bekeert is opmerkelijk lang en beslaat zo'n 13% van de gehele tekst van de Primaire Kroniek. Hier worden vier verschillende onderliggende verhalen (die elkaar tegenspreken) met elkaar verenigd tot één samengesteld verhaal in de vorm van een chiasme.
Het leeuwendeel van de rest van de tekst bestrijkt de regeerperiode van Jaroslav de Wijze (r. 1019–1054) en de successieconflicten na zijn dood. Het Byzantijnse christendom speelt een steeds belangrijkere rol in het Kievse Rijk, waar met name in het noordoosten - in het stroomgebied van de Wolga rondom Rostov en het rond 1075 gestichte Jaroslavl - nog lange tijd Fins-Oegrisch en Slavisch polytheïsme overheerste. Toen hier in het jaar 1024 een hongersnood ontstond, brak er een heidense opstand uit tegen het gezag van Jaroslav, die hij persoonlijk kwam neerslaan. Rond 1100 is de van oorsprong Scandinavische Varjaagse elite al verregaand geslaviseerd en gekerstend en gebruikt zelden nog Germaanse eigennamen. Het zijn met name de christelijke monniken in kloosters zoals het Holenklooster van Kiev die kunnen lezen en schrijven en dan ook literaire werken over theologie, genealogie en geschiedenis gaan schrijven, waaronder deze Primaire Kroniek. Zij drukken een christelijke stempel op de overleveringen van de gebeurtenissen die fel anti-heidens is, en trekken partij voor vorsten van Kiev die vrome christenen zouden zijn geweest, zoals Olga, Volodimer en Jaroslav.